# Deadman
Deadman是由蔡徐坤作词、作曲和演唱的英语歌曲，于2025年5月28日在多个数字音乐平台发行。

## 制作和风格
除了蔡徐坤以外，Deadman的制作班底均为外国人。歌曲风格融合了灵魂乐、蓝调和R&B风格；旋律方面，通过吉他震音构成切分音、以及微量法兹效果营造了灵魂乐的质感和复古的效果；人声则假声真声的交替演绎，表达了沉溺与挣扎、欲望与救赎之间拉扯，以及向死而生的核心理念，音高则达到G#5，逼近男声极限，在歌曲的中后段，使用了大量滑音和波音，并在尾音处加入不规则的喉头颤音等技巧性装饰。
Deadman的预告片和MV部分片段取景于冰岛，全片视觉上借用了西部片和新浪潮电影中荒原、牛仔、凝视、火焰、枪响等常见意象，通过荒野枪战、染血牛仔等暴力美学画面，呼应生死辩证主题。由于蔡徐坤2023年疑似强迫堕胎以及MV中与枪击、割喉等相关的暗示性镜头，曾引发作品能否过审的担忧，但最终得以保留。

## 反响和评价
歌曲上线后获得热烈反响，在网上爆红，歌曲上线后15分钟内在QQ音乐听歌人数突破16万，创工作日凌晨时段纪录，同时还登顶该平台新歌榜和热歌榜；在网易云音乐畅销指数榜也获得排名第一的成绩；在苹果音乐，则登顶中国大陆和海外15国的榜单。
歌曲发布后，哔哩哔哩等平台的多位娱乐和音乐相关的UP主对该歌曲进行了赏析，大多给出了正面评价，且毫不掩饰地表达了对蔡徐坤曲风转变的惊讶之情，并认为该歌曲象征着蔡徐坤从偶像到音乐人的转变。

## 后续
2025年6月1日，蔡徐坤在洛杉矶HITC音乐节现场演唱了Deadman，并在返场时于王嘉尔、更高兄弟合唱了California。
在歌曲发布后，蔡徐坤接受了哔哩哔哩UP主HOPICO的采访，采访中蔡徐坤表示自己最近有在“打篮球”，并且已经看过其他UP主的对歌曲评价，自己也有注册账号成为UP主的意向。由于蔡徐坤篮球视频事件中，蔡徐坤的代理律师曾经于2019年4月12日给哔哩哔哩发过律师函，该采访也被视为蔡徐坤与哔哩哔哩的和解。